# Prehistoric Isle
Prehistoric Isle es un videojuego de arcade matamarcianos de 1989 desarrollado y distribuido originalmente por SNK. Ambientado en la década de los 30, donde los barcos de las Bahamas desaparecieron misteriosamente, los jugadores asumen el papel de pilotos de los marines de EE. UU. que toman el control de biplanos en una misión de reconocimiento en «Greenhell Isle», una isla ficticia habitada por dinosaurios y criaturas que se creían extintas. Dirigido por un director bajo el seudónimo de «Yah!», el juego fue desarrollado por la mayor parte del mismo equipo que más tarde trabajaría en varios proyectos para las plataformas Neo Geo en SNK. Lanzado por primera vez en los arcades, el título se ha reeditado desde entonces a través de servicios de descarga y recopilaciones para varias consolas. Desde su lanzamiento, obtuvo una buena recepción por parte de la crítica, elogiando su aspecto visual, diseño de sonido, jugabilidad y originalidad. La secuela, Prehistoric Isle 2, fue lanzada en 1999 para Neo Geo MVS, pero tuvo menos éxito que su predecesor.

## Jugabilidad
Prehistoric Isle es un juego de disparos con desplazamiento lateral similar a R-Type, donde los jugadores asumen el papel de pilotos de la Marina estadounidense que toman el control de biplanos, que son enviados en una misión de reconocimiento a través de cinco etapas cada vez más difíciles en «Greenhell Isle», una isla ficticia habitada por dinosaurios y criaturas que se creían extintas. Los jugadores controlan su avión sobre un fondo que se desplaza constantemente y el escenario nunca dejará de moverse hasta llegar a un jefe al que se deberá vencer para seguir avanzando. Los jugadores solo tienen un arma a su disposición: el disparo estándar que recorre una distancia máxima de la longitud de la pantalla. Una característica del juego es la «opción» satélite; al recoger un icono «P» destruyendo huevos de dinosaurio, los jugadores ganan una «opción» satélite similar a la de R-Type, que dispara múltiples tipos de armas. También se pueden recoger otros ítems en el camino, como potenciadores de velocidad e íconos de «$» para conseguir puntos. Si el avión del jugador es alcanzado por enemigos, fuego enemigo o se suben a él suficientes neandertales, se perderá una vida, pero volverá a aparecer con la penalización de disminuir la potencia de fuego del avión a su estado original.

## Sinopsis
En la década de los 30, los barcos que navegaban cerca de las Bahamas empezaron a desaparecer misteriosamente, por lo que Estados Unidos y los países vecinos decidieron encargar a un equipo de investigación de la Marina estadounidense para que determinara la causa. Al inspeccionar el océano, la tripulación de la expedición se topa con una tierra inexplorada apodada «Greenhell Isle» y envía a dos biplanos de reconocimiento para examinarla más a fondo. Durante su investigación, los biplanos son atacados por dinosaurios y criaturas supuestamente extintas.

## Desarrollo y lanzamiento
Prehistoric Isle fue creado por la mayor parte del mismo equipo que más tarde trabajaría en varios proyectos para las plataformas Neo Geo de SNK. Su desarrollo estuvo a cargo de un director bajo el seudónimo de «Yah!», con Eikichi Kawasaki como productor. La programación se llevó a cabo por dos programadores bajo los seudónimos de Itsam Matarca y Takoguti Kamen 001 respectivamente. Hideki Fujiwara, Violetche Nakamoto, Tomomi M. y «Yokochan» fueron los diseñadores del proyecto. La banda sonora fue coescrita por los compositores de Shinsekai Gakkyoku Zatsugidan Toshikazu Tanaka y Yoko Osaka, con los nombres de cada pista musical escritos por Tanaka.
Prehistoric Isle fue lanzado por primera vez en los arcades de Japón, Norteamérica y Europa por SNK en 1989. Antes de su lanzamiento, se mostró demo en el AOU Show de 1989. El 21 de septiembre de ese año, un álbum con su banda sonora fue coeditado en exclusiva en Japón por Scitron y Pony Canyon. El juego fue reeditado por primera vez por SNK Playmore en Japón como parte de la compilación SNK Arcade Classics 0 para PlayStation Portable en 2011. Más tarde ese año, el título fue porteado a PlayStation Network por G1M2. También fue incluido como parte de la compilación SNK 40th Anniversary Collection.

## Recepción
Prehistoric Isle tuvo una recepción positiva desde su lanzamiento inicial en los arcades. En Japón, Game Machine lo calificó en su número del 1 de julio de 1989 como la sexta unidad de arcade más exitosa del mes, superando a títulos como Arbalester, Crack Down y Dynasty Wars.

## Secuela
Se insinúa una secuela de Prehistoric Isle durante su secuencia de créditos. Prehistoric Isle 2 se lanzó en 1999 para Neo Geo MVS, pero resultó ser menos popular que su predecesor. Más tarde se reeditó en los años posteriores para PlayStation Network, Nintendo eShop y Xbox Live.